# 31 Baza Lotnictwa Taktycznego

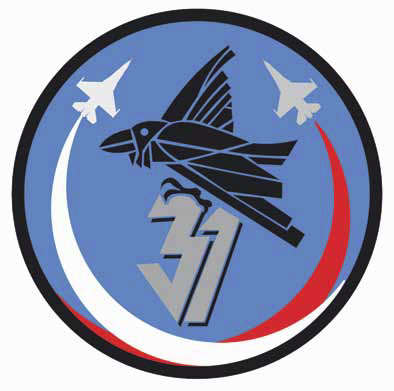
Oznaka rozpoznawcza

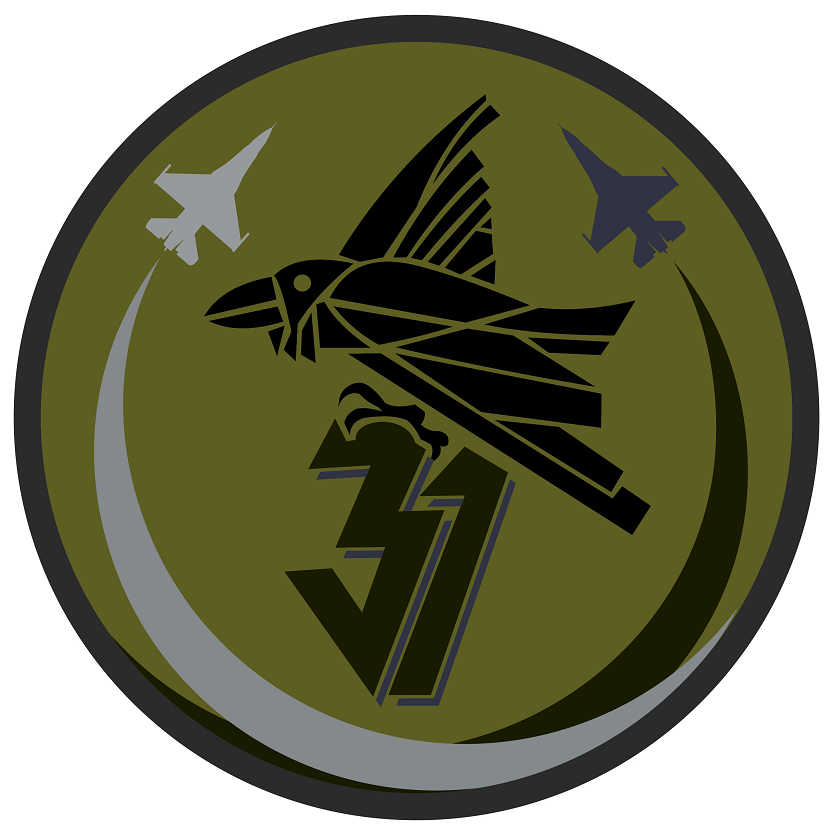
Oznaka rozpoznawcza na mundur polowy

31 Baza Lotnictwa Taktycznego – JW 1156 – jednostka lotnicza szczebla taktycznego Sił Powietrznych.
Baza powstała 1 kwietnia 2008 roku na bazie 31 Bazy Lotniczej, 3 eskadry lotnictwa taktycznego i 6 eskadry lotnictwa taktycznego. Baza lotnicza zlokalizowana w południowo-wschodniej części Poznania, włączona w struktury NATO. Została zmodernizowana, tak by móc obsługiwać samoloty F-16 Fighting Falcon, w które wyposażona jest stacjonująca w bazie 3 eskadra lotnicza „Poznań” i 6 Eskadra Lotnicza.

## Historia
Początki lotniska sięgają II wojny światowej. W 1941 niemieckie władze zlokalizowały na Krzesinach fabrykę Focke-Wulfa, przy której znajdowało się lotnisko. Zakłady w 1944 stały się celem nalotów amerykańskiego lotnictwa bombowego. Następnie, w 1945, lotnisko przejęła Armia Czerwona, a w 1954 przekazano lotnisko SZ PRL.
W dniu 4 września 1954 stacjonująca na Krzesinach jedna z eskadr 11 pułku lotnictwa myśliwskiego została przekształcona w 62 pułk szkolno-treningowy lotnictwa myśliwskiego wchodzący w skład 3 Korpusu Obrony Powietrznej. W 1957 został on przeformowany w bojowy 62 pułk lotnictwa myśliwskiego, któremu w 1958 nadano imię Powstańców Wielkopolskich 1918/1919. W 16 stycznia 1994 ponownie zmieniono nazwę, tym razem na 3 Pułk Lotnictwa Myśliwskiego Poznań składający się z dwóch eskadr. W 1999 skład 1 eskadry powiększono o część personelu i sprzętu rozformowanej 17 eskadry lotniczej z Ławicy. 31 grudnia 2000 w wyniku przekształcenia 3 pułku lotnictwa myśliwskiego powstała 31 Baza lotnicza i 3 eskadra lotnictwa taktycznego „Poznań”.
W 2006 roku do Poznania przebazowano 6 eskadrę lotnictwa taktycznego (stacjonującą do tej pory w Powidzu). 
Na podstawie decyzji Ministra Obrony Narodowej nr PF -/Org/SSG/ZoiU P-1 z dnia 11 stycznia 2008, rozkazu Dowódcy Sił Powietrznych nr Z-10 z dnia 21 stycznia 2008 r. oraz rozkazu dowódcy 2 Brygady Lotnictwa Taktycznego nr Z-6 z dnia 24 stycznia 2008 została powołana 31 Baza Lotnictwa Taktycznego
3 listopada 2011 r. NIK wydała opinię o niewłaściwie dokonanej dyslokacji 31 BLT.
W dniach 14 - 25 maja 2018 roku, w 31 Bazie odbyło się pierwsze na terenie Polski spotkanie stowarzyszenia NATO Tiger Association.

## Tradycje
Decyzją Nr 83/MON z dnia 18 sierpnia 2023, Minister Obrony Narodowej zmienił datę święta jednostki z 4 września na 10 maja. Jednocześnie utrzymał w mocy postanowienia poprzedniej decyzji MON Nr 492/MON z dnia 3 listopada 2008 i nakazał kontynuowanie tradycji następujących jednostek wojskowych:
- 2 Wielkopolskiej eskadry lotniczej (1919 – 1920)
- 4 Wielkopolskiej eskadry lotniczej (1919 – 1920)
- 13 eskadry myśliwskiej (1920 – 1925)
- 15 eskadry myśliwskiej (1920 – 1925)
- 111 eskadry myśliwskiej (1925 – 1928)
- 112 eskadry myśliwskiej (1925 – 1928)
- 131 i 132 eskadry myśliwskiej ze składu 3 pułku lotniczego (1928 – 1939)
- 2 Dywizjonu Myśliwskiego „Krakowsko-Poznańskiego” (Polskie Siły Powietrzne we Francji, 1940)
- 302 dywizjonu myśliwskiego (Polskie Siły Powietrzne w Wielkiej Brytanii, 1940 – 1947)
- 62 pułku lotnictwa myśliwskiego (1954 – 1995)
- 3 pułku lotnictwa myśliwskiego „Poznań” (1995 – 2000)
- 3 eskadry lotnictwa taktycznego (2000 – 2008)
- 6 pułku lotnictwa myśliwsko-bombowego (1982 – 1998)
- 6 eskadry lotnictwa taktycznego (2000 – 2008)
- 31 Bazy Lotniczej (2000 – 2008)

- Decyzją Nr 261/MON z dnia 13 lipca 2011 Minister Obrony Narodowej zezwolił 31 Bazie Lotnictwa Taktycznego w Poznaniu na czasowe używanie sztandaru 3 pułku lotnictwa myśliwskiego do dnia 30 marca 2012[8].

- Decyzją Nr 405/MON Ministra Obrony Narodowej z dnia 3 listopada 2011 wprowadzono odznakę pamiątkową i oznakę rozpoznawczą 31 Bazy Lotnictwa Taktycznego[9].

- Decyzją Nr 129/MON Ministra Obrony Narodowej z dnia 23 czerwca 2017 wprowadzono oznakę rozpoznawczą 31 Bazy Lotnictwa Taktycznego na mundur polowy[10].

## Dowódcy
- płk dypl. pil. Rościsław Stepaniuk (1 kwietnia 2008 – 8 kwietnia 2010)
- płk dypl. pil. Cezary Wiśniewski (8 kwietnia 2010 – 16 października 2011)
- płk dypl. pil. Jacek Pszczoła (16 października 2011 – 19 czerwca 2015)
- płk dypl. pil. Grzegorz Ślusarz (19 czerwca 2015 – 16 czerwca 2017)
- płk dypl. pil. Rafał Zadencki (16 czerwca 2017 – 1 lipca 2019)
- płk pil. Norbert Chojnacki (1 lipca 2019 – 6 maja 2021)
- cz.p.o. płk Radosław Śniegóła (6 maja – 14 lipca 2021)
- płk pil. Łukasz Piątek (14 lipca 2021 – 27 marca 2025)
- cz.p.o. płk mgr inż. Radosław Śniegóła (27 marca 2025)